# Solomon Wariso
Solomon Wariso (* 11. November 1966 in Portsmouth) ist ein ehemaliger britischer Leichtathlet, der auf den Sprint spezialisiert war.

## Leben
Wariso nahm 1993 im 200-Meter-Lauf an den Hallenweltmeisterschaften teil, erreichte aber nicht den Endlauf. 1994 wurde er britischer Meister. Kurz vor den Europameisterschaften in Helsinki wurde er jedoch positiv auf Ephedrin getestet und wegen Dopings für drei Monate gesperrt. 1995 nahm Wariso an den Hallenweltmeisterschaften in Barcelona und den Weltmeisterschaften in Göteborg teil, ohne den Sprung ins Finale zu schaffen.
Im weiteren Verlauf seiner Sportlaufbahn konzentrierte sich Wariso auf die 400-Meter-Strecke. Bei den britischen Meisterschaften 1998 wurde er Dritter und erhielt bei der Nominierung für die Europameisterschaften den Vorzug vor Roger Black. In Budapest erreichte er den sechsten Platz, wurde aber wegen Verlassens der Bahn disqualifiziert. Im Vorlauf gehörte er auch der britischen 4-mal-400-Meter-Staffel an. Weil er aber die langsamste Runde lief, wurde er im Finale, in dem seine Teamkameraden Europameister wurden, nicht eingesetzt. Bei den Commonwealth Games im selben Jahr war er wieder Mitglied der Staffel und gewann die Silbermedaille.
Seinen größten Erfolg feierte Wariso 1999, als er mit der britischen Staffel (Allyn Condon, Solomon Wariso, Adrian Patrick, Jamie Baulch) bei den Hallenweltmeisterschaften die Bronzemedaille in neuer britischer Rekordzeit gewann. In der Freiluftsaison wurde er britischer Vizemeister, bei den Weltmeisterschaften in Sevilla schied er jedoch im Vorlauf aus.